# Rigobert Bonne

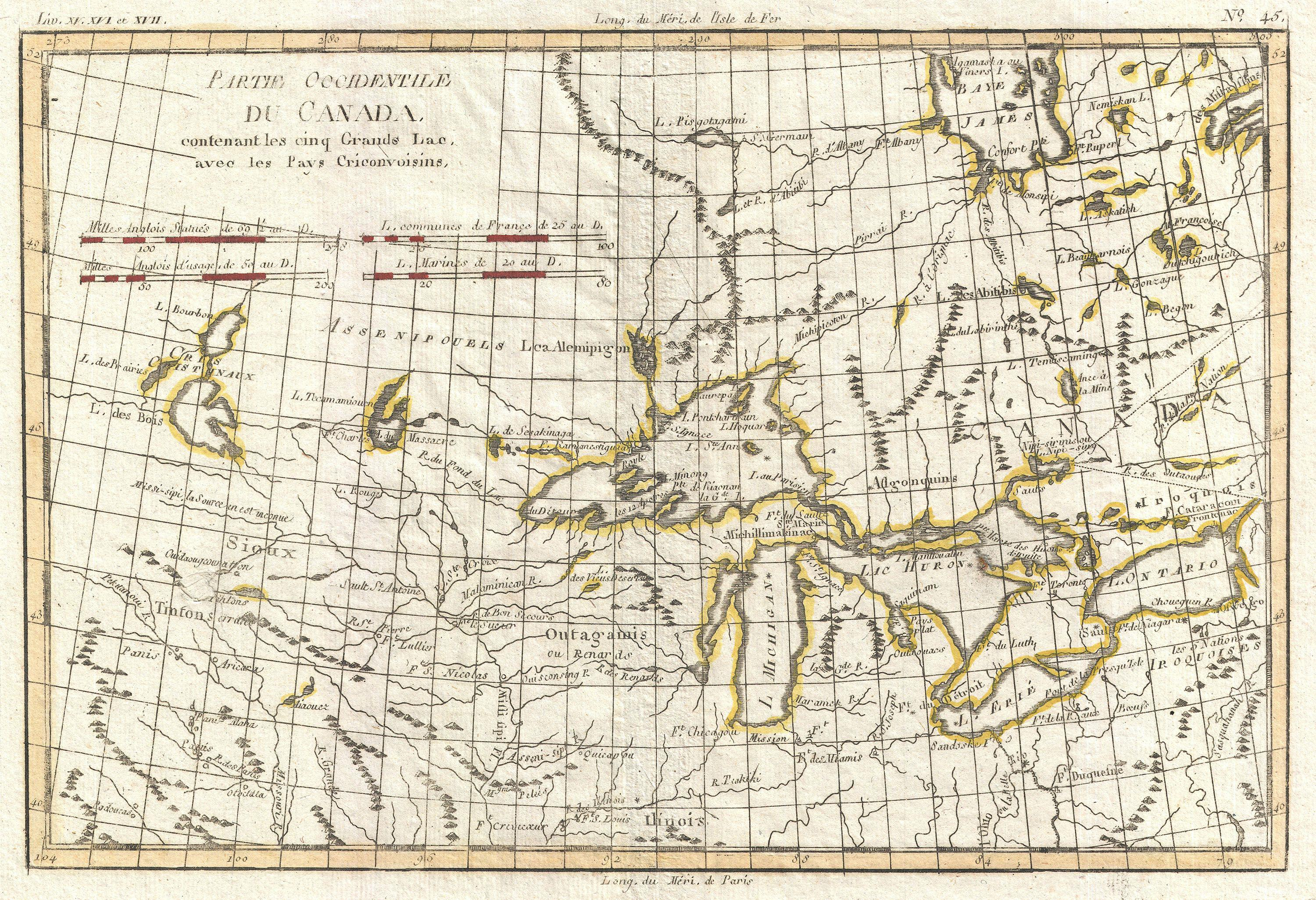
Carte des grands Lacs d'Amérique du Nord (Carta de los grandes lagos de América del Norte, París 1775

Carte hydro-geo-graphique des Indes Orientales en deca et au dela du Gange avec leur archipel (Carta hidrogeográfica de las Indias Orientales, dentro y más allá del Ganges con su archipiélago, París 1771)

Rigobert Bonne (Raucourt, 6 de octubre de 1727 - 2 de noviembre de 1795) fue un geógrafo, ingeniero cartógrafo e hidrógrafo y profesor de matemática francés, recordado por ser uno de los más importantes cartógrafos de finales del siglo XVIII. 

## Biografía
Nacido en las Ardenas en Raucourt el 6 de octubre de 1727, aprendió matemáticas sin maestro y fue ingeniero a los dieciocho años. Se desempeñó como tal en la guerra de Flandes, donde se encontró en el sitio de Bergen-op-Zoom 1747. Se dedicó a la física, a las matemáticas y a la geografía y durante quince años fue uno de los maestros más solicitados de París.
En 1775 sucedió a Giovanni Rizzi-Zannoni como cartógrafo del rey de Francia en el Servicio Hidrográfico de la Armada (el Dépôt des cartes et plans de la Marine había sido creado por orden del rey Luis XV en 1720). Ese mismo año 1775 sufrió un ataque de parálisis, que le mantuvo incapaz el resto de su vida.
En su trabajo oficial, Bonne compiló algunos de los mapas más detallados y precisos de la época. Las obras de Bonne representaron un paso importante en la evolución de las ideas cartográficas alejándola de los trabajos decorativos del siglo XVII y principios del XVIII y encaminándola hacia una estética de más detalle y práctica. La representación del terreno de los mapas de Bonne tiene muchas similitudes estilísticas con las de su predecesor, Bellin, pero sus mapas generalmente carecen de los elementos decorativos comunes del siglo XVIII, como el coloreado a mano, las elaboradas cartelas decorativas y las rosas de los vientos. Bonne se centró sobre todo en las regiones costeras, siendo muy apreciadas por sus detalles, la importancia histórica y el atractivo estético del conjunto. Hacia 1780, definió con precisión la proyección que llevará su nombre: la proyección de Bonne.
Fue, entre otros, autor de mapas para las obras del l'abbé Raynal  y para la Encyclopédie méthodique de Nicolas Desmarest.
A mediados de 1795 padeció una hidropesía de la que murió el 2 de noviembre de ese año. Su hijo, Charles Marie Rigobert Bonne, llamado chevalier Bonne (25 de junio de 1771 - 23 de noviembre de 1839), continuó su obra.

## Principales obras
- Mapas para la obra de  Guillaume Raynal, Atlas de toutes les parties connues du Globe Terrestre  (Ginebra, 1780).
- Mapas para el Atlas Encyclopedique ...  (2 volúmenes, París, 1788).